# Ambohitra
Ambohitra, nota anche come Joffreville o Joffre Ville, è una piccola cittadina situata all'estremo nord del Madagascar (Provincia di Antsiranana). È stata fondata nel 1903 dal colonnello francese Joseph Joffre, a cui deve il suo nome coloniale.
Ha una popolazione di 5 000 abitanti (stima 2001).
Sorge sui contrafforti della Montagna d'Ambra ed è il punto di ingresso al parco nazionale della Montagna d'Ambra.